# ヴィリオット・スウェドベリ
ヴィリオゥト・テオ・スウェドベリ (Williot Theo Swedberg . 2004年2月1日 - )は、スウェーデン・ストックホルム県ストックホルム出身のサッカー選手。ラ・リーガ・セルタ・デ・ビーゴ所属。ポジションはMF。

## クラブ経歴

### ハンマルビーIF
2011年にハンマルビーIFのユースアカデミーに入所。2020年に16歳でプロ契約を締結。契約後の8月にエッタン・フットボルのIKフレイに同年シーズン終了までのローン移籍で加入。3部リーグで16試合に出場。2021年シーズンは同じく3部リーグのハンマルビー・ダラングFFにローン移籍でプレー。11試合1ゴールを記録したところで7月にハンマルビーIFに復帰。トップチーム初出場となった同月11日のデーゲルフォルシュIF戦でアルスヴェンスカン初ゴールを決めた。

### セルタ・デ・ビーゴ
2022年6月17日、セルタ・デ・ビーゴと5年契約を交わしたことが発表された。移籍金は470万ユーロと推定され、ハンマルビーIFの史上最高額での売却となった。

## 代表経歴
プロデビュー前の2019年から、各ユース世代のスウェーデン代表に招集されている。
2024年6月8日、セルビア代表との親善試合でA代表初出場。

## 人物
- 2019年9月に、トッテナム・ホットスパーFCの練習に参加した経験を持つ[4]。